# 1512 en musique classique
| \| • Retour à la chronologie générale de la musique classique • \| |
| Grèce • Rome • Haut Moyen Âge • VIIIe siècle • IXe siècle • Xe siècle • XIe siècle XIIe siècle • XIIIe siècle • XIVe siècle • XVe siècle • XVIe siècle • XVIIe siècle XVIIIe siècle • XIXe siècle • XXe siècle • XXIe siècle |
| • Retour à la chronologie générale de la musique classique • |

| Années en musique classique : 1509 - 1510 - 1511 - 1512 - 1513 - 1514 - 1515    |
| Décennies en musique classique : 1480 - 1490 - 1500 - 1510 - 1520 - 1530 - 1540 |

## Naissances
- Jean Guyot de Châtelet, compositeur franco-flamand et poète († 1588).

Vers 1512 :
- Nicolas Payen, compositeur et maître de chapelle franco-flamand († après le 24 avril 1559).